# Eerste klasse schaken 1934/35
Het Eerste klasse-seizoen 1934/35 was het 15e seizoen van de Eerste klasse, destijds de hoogste schaakcompetitie van Nederland. Zes teams van schaakverenigingen streden om het landskampioenschap, dat gewonnen werd door het Vereenigd Amsterdamsch Schaakgenootschap.
Het Bussums Schaakgenootschap moest het als laagst geklasseerde club opnemen tegen het Haarlemsch Schaakgezelschap, dat de Tweede klasse had gewonnen. Bussum won beide wedstrijden (thuis met 6½-3½ en uit met 4-6) en handhaafde zich in de Eerste klasse.

## Eindstand en kruistabel[2]
| # | Team    | MP | BP  | 1  | 2  | 3  | 4  | 5  | 6  |
| - | ------- | -- | --- | -- | -- | -- | -- | -- | -- |
| 1 | VAS     | 8  | 29½ | -- | 4  | 6½ | 6½ | 7  | 5½ |
| 2 | ASC     | 7  | 26½ | 6  | -- | 5  | 5  | 5  | 5½ |
| 3 | DD      | 6  | 28½ | 3½ | 5  | -- | 5  | 7  | 8  |
| 4 | NRSV    | 5  | 25  | 3½ | 5  | 5  | -- | 5  | 6½ |
| 5 | Utrecht | 3  | 21  | 3  | 5  | 3  | 5  | -- | 5  |
| 6 | Bussum  | 1  | 19½ | 4½ | 4½ | 2  | 3½ | 5  | -- |

### Legenda
|  | Landskampioen          |
|  | Play-off om degradatie |

Eerste klasse

1920/21 · 1921/22 · 1922/23 · 1923/24 · 1924/25 · 1925/26 · 1926/27 · 1927/28 · 1928/29 · 1929/30 · 1930/31 · 1931/32 · 1932/33 · 1933/34 · 1934/35 · 1935/36 · 1936/37 · 1937/38 · 1938/39 · 1939/40 · 1940/41 · 1941/42
Hoofdklasse

1942/43 · 1943/44 · 1944/45 · 1945/46 · 1946/47 · 1947/48 · 
1948/49 · 1949/50 · 1950/51 · 1951/52 · 1952/53 · 1953/54 · 1954/55 · 1955/56 · 1956/57 · 1957/58 · 1958/59 · 1959/60 · 1960/61 · 1961/62 · 1962/63 · 1963/64 · 1964/65 · 1965/66 · 1966/67 · 1967/68 · 1968/69 · 1969/70 · 1970/71 · 1971/72 · 1972/73 · 1973/74 · 1974/75 · 1975/76 · 1976/77 · 1977/78 · 1978/79 · 1979/80 · 1980/81 · 1981/82 · 1982/83 · 1983/84 · 1984/85 · 1985/86 · 1986/87 · 1987/88 · 1988/89 · 1990/91 · 1991/92 · 1992/93 · 1993/94 · 1994/95 · 1995/96
Meesterklasse

1996/97 · 1997/98 · 1998/99 · 1999/00 · 2000/01 · 2001/02 · 2002/03 · 2003/04 · 2004/05 · 2005/06 · 2006/07 · 2007/08 · 2008/09 · 2009/10 · 2010/11 · 2011/12 · 2012/13 · 2013/14 · 2014/15 · 2015/16 · 2016/17 · 2017/18· 2018/19 · 2019/20 · 2020/21 · 2021/22 · 2022/23 · 2023/24 · 2024/25